# Maurice Roche, IV barone Fermoy
Edmund Maurice Burke Roche, IV barone Fermoy (Chelsea, 15 maggio 1885 – 8 luglio 1955), era un politico del partito conservatore britannico, un pari irlandese e il nonno materno di Diana, principessa del Galles.

## Vita e carriera
Roche nacque a Chelsea, a Londra, maggiore di due gemelli, da James Roche (in seguito barone Fermoy) e dalla sua moglie statunitense, Frances Ellen Work. Fu educato all'Università di Harvard e si laureò nel 1909. Ritornò in Inghilterra per succedere al titolo irlandese di suo padre nel 1920. Dal momento che era un cittadino naturalizzato americano, riprese cittadinanza britannica in seguito alla sua successione al titolo.
Affittò Park House a Sandringham nel Norfolk dalla famiglia reale. Alle elezioni generali del 1924 vinse nel collegio elettorale parlamentare locale, il King's Lynn, mantenendo il seggio fino al suo ritiro, nelle elezioni generali del 1935. Fu anche eletto sindaco della città nel 1931.
Il 17 settembre 1931, sposò Ruth Sylvia Gill, la più giovane delle figlie del colonnello William Gill, a St. Devenick's, a Bieldside nell'Aberdeenshire. Ebbero tre figli:
- Hon. Mary Cynthia (1934–2023), sposò (1) hon. sir Anthony Berry (da cui divorziò nel 1966), (2) Denis Geoghegan (da cui divorziò nel 1980), (3) Michael Gunningham (da cui divorziò nel 1989)
- Hon. Frances Ruth (1936–2004), sposò (1) John Spencer, visconte Althorp (da cui divorziò nel 1969), (2) Peter Shand Kydd
- Edmund James Burke (1939–1984), poi V barone Fermoy.

Lord Fermoy si unì alla Royal Air Force nel 1939, all'inizio della seconda guerra mondiale, ma quando il deputato (MP) per King's Lynn fu ucciso al servizio attivo nel 1943, si dimise dal suo incarico e si candidò alla rielezione. Si ritirò dalla politica quando il parlamento fu sciolto per le elezioni generali del 1945.
Lord Fermoy ebbe un collasso in un negozio a King Lynn, nel Norfolk, nel giugno 1955, e morì tre settimane dopo. Gli successe il suo unico figlio maschio.
La sua vita è stata oggetto del libro Lilac Days di Gavan Naden e Maxine Riddington (HarperCollins  (ISBN 0-00-719863-9)), dove è stato rivelato che egli ebbe una relazione sentimentale trentennale con l'americana Edith Travis.